# Tricentrus acuticornis
Tricentrus acuticornis är en insektsart som beskrevs av William D. Funkhouser. Tricentrus acuticornis ingår i släktet Tricentrus och familjen hornstritar. Inga underarter finns listade i Catalogue of Life.